# Ed Bishop
Ed Bishop (* 11. Juni 1932 in Brooklyn, New York City als George Victor Bishop; † 8. Juni 2005 in London, Großbritannien) war ein US-amerikanischer Schauspieler.

## Leben

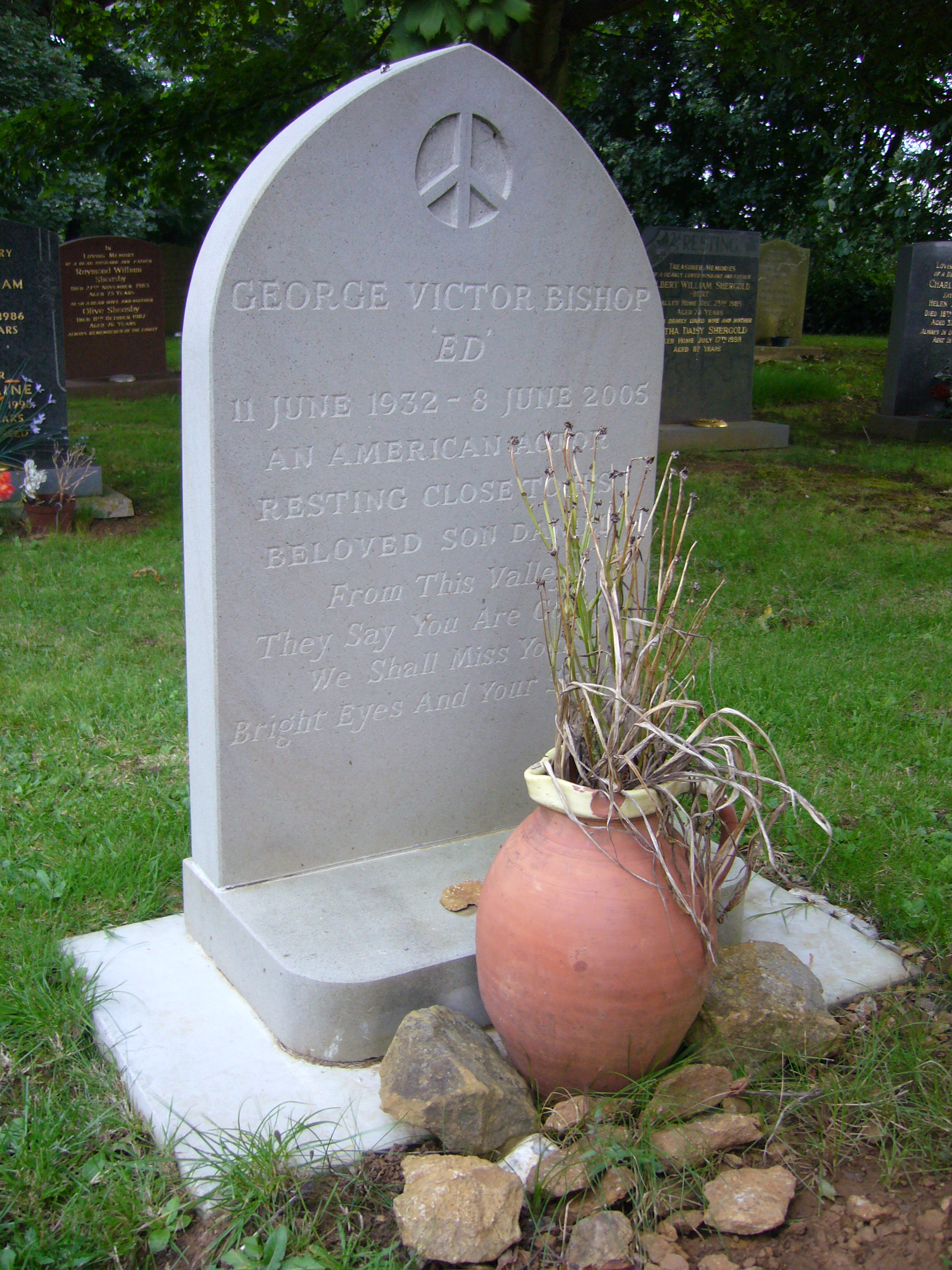
Grab auf dem Saint Lawrence Friedhof, Napton, Warwickshire

Bishop begann seine Karriere 1961 in London als Nebendarsteller in Fernsehserien und Theaterstücken. Ein Jahr später hatte er seinen ersten Auftritt in einem Film – in Stanley Kubricks Lolita spielte er einen Krankenwagenfahrer. Nach weiteren Kurzauftritten (unter anderem in Auch die Kleinen wollen nach oben, James Bond 007 – Man lebt nur zweimal, James Bond 007 – Diamantenfieber, 2001: Odyssee im Weltraum) traf er 1967 die Fernsehproduzenten Gerry und Sylvia Anderson, die ihm eine Hauptsprechrolle in der Marionetten-Serie Captain Scarlet anboten und ihn danach als Commander Ed Straker in der Science-Fiction-Serie UFO besetzten. Beide Serien wurden, obwohl sie nur kurz liefen, sehr populär und bescherten ihm eine große Fangemeinde. Bis zu seinem Tod nahm er daher regelmäßig an Fan-Conventions teil.
In der Folgezeit übernahm er weiterhin Rollen in Hörfunk, Fernsehen, Film und Theater und lieh seine Stimme für Werbespots und Zeichentrickserien. Da er seinen Hauptwohnsitz in England hatte, wurde er hauptsächlich als US-Amerikaner in britischen Produktionen besetzt.
Er war dreimal verheiratet und hatte einen Sohn (verstorben) und drei Töchter. Er starb nur wenige Tage nach seinem UFO-Co-Star Michael Billington.

## Filmografie (Auswahl)
- 1962: Lolita
- 1962: Wir alle sind verdammt (The War Lover)
- 1963: Auch die Kleinen wollen nach oben (The Mouse on the Moon)
- 1964: Plädoyer für einen Mörder (Man in the Middle)
- 1965: Zwischenfall im Atlantik (The Bedford Incident)
- 1966–1967: Captain Scarlet (Captain Scarlet and the Mysterons) (Fernsehserie, 32 Folgen)
- 1967: James Bond 007 – Man lebt nur zweimal (You Only Live Twice)
- 1968: 2001: Odyssee im Weltraum (2001: A Space Odyssey)
- 1968: Der Mann mit dem Koffer (Man in a Suitcase) (Fernsehserie, 1 Folge)
- 1969: Unfall im Weltraum (Doppelgänger)
- 1970–1973: UFO (Fernsehserie, 26 Folgen)
- 1971: James Bond 007 – Diamantenfieber (Diamonds Are Forever)
- 1972: Gene Bradley in geheimer Mission (The Adventurer; Fernsehserie, 1 Folge)
- 1973: Kein Pardon für Schutzengel (The Protectors; Fernsehserie, 1 Folge)
- 1974: Animal Women – Animalische Frauen (Pets)
- 1974: Weltraumkommando S.H.A.D.O. (UFO... annientare S.H.A.D.O. stop. Uccidete Straker...)
- 1975: Thriller (Fernsehserie, 2 Folgen)
- 1977: Das Ultimatum (Twilight’s Last Gleaming)
- 1977: Madame Claude und ihre Gazellen (Madame Claude)
- 1978: Verstecktes Ziel (Brass Target)
- 1979: S.O.S. Titanic (Fernsehfilm)
- 1980: Motorrad Extrem (Silver Dream Racer)
- 1980: Saturn-City (Saturn-3)
- 1983: Verflucht sei, was stark macht (The Lords of Discipline)
- 1983: Karriere durch alle Betten (The Lonely Lady)
- 1985: Die Touristenfalle (Restless Natives)
- 1986: Top Missile (The Fifth Missile)
- 1987: Torture – Trauma der Vergeltung (Turnaround)
- 1987: Zeugenaussage (Testimony)
- 1988: Ein Richter für Berlin (Judgment in Berlin)
- 1988: Zeugenaussage (Testimony)
- 1990: Die Pyramiden des Todes (The Serpent of Death)
- 1992: Die Abenteuer des jungen Indiana Jones (The Young Indiana Jones Chronicles; Fernsehserie, 1 Folge)
- 1994: Funny Man
- 1999: Die unerwarteten Talente der Mrs. Pollifax (The Unexpected Mrs. Pollifax)
- 2001: 500!
- 2002: Waking the Dead – Im Auftrag der Toten (Fernsehserie, 1 Folge)
- 2005: Hiroshima (Fernsehfilm)